# شيلكا (بلدة)
شيلكا (بالروسية: Шилка) هي إحدى مدن روسيا في الكيان الفدرالي الروسي تشيتا أوبلاست.